# 孔布里特
孔布里特（法語：Combrit，法語發音：[kɔ̃bʁit]）是法国菲尼斯泰尔省的一个市镇，位于该省南部，属于坎佩尔区。

## 地名
该地名“Combrit”发音为[kɔ̃bʁit]，字母“t”发音，《世界地名翻译大辞典》与《世界地名译名词典》将其误译作“孔布里”。

## 地理
孔布里特（47°53'13"N, 4°9'36"W）面积24.13 平方千米，位于法国布列塔尼大區菲尼斯泰尔省，该省份为法国最西部的省份，位于布列塔尼半岛西部，北西南三面环大西洋，东临阿摩尔滨海省和莫尔比昂省。
与孔布里特接壤的市镇（或旧市镇、城区）包括：特雷梅奥克、伊勒蒂迪、普洛姆兰、普吕居方、蓬拉贝。
孔布里特的时区为UTC+01:00、UTC+02:00（夏令时）。

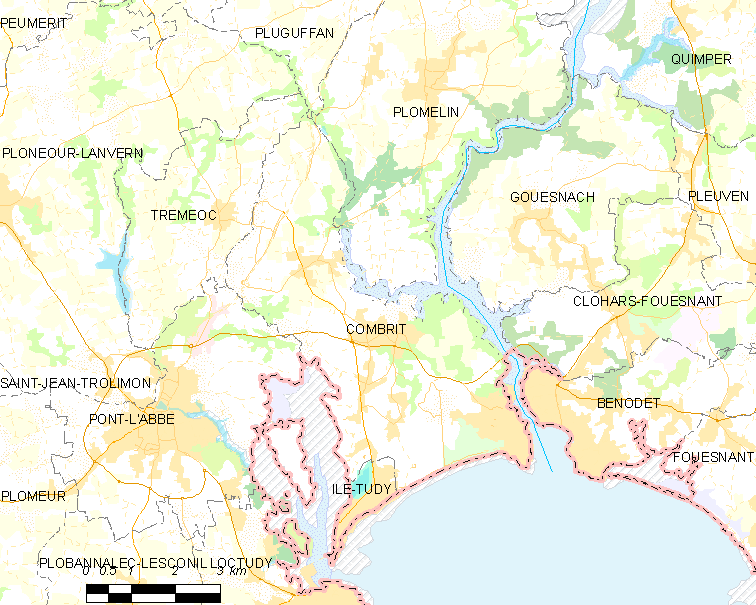
孔布里特的OSM定位图

## 行政
孔布里特的邮政编码为29120，INSEE市镇编码为29037。

## 政治
孔布里特所属的省级选区为普洛内乌尔-朗韦恩县。

## 人口

1962-2008年间孔布里特人口变化图示

孔布里特于2022年1月1日时的人口数量为4271人。